# 피터 코넬리 살해
피터 코넬리("Baby P", "Child A", "Baby Peter"로도 알려져 있음, 2006년 3월 1일 ~ 2007년 8월 3일)는 2007년 런던에서 사망한 17개월 된 영국 소년이었다. 8개월 동안 50번의 부상을 입었고, 그 동안 그는 런던 Haringey 자치구 아동 서비스와 국립 보건 서비스(NHS) 건강 전문가의 진료를 반복적으로 받았다. 두 살배기 성폭행 혐의로 피터 어머니의 남자친구에 대한 재판이 끝난 후 베이비 P의 실제 이름은 '피터'로 밝혀졌다. 그의 신원은 2009년 8월 10일 법원의 익명 명령이 만료된 후 살인범의 이름이 밝혀지면서 밝혀졌다.
이 사건은 대중과 의회에 충격과 우려를 불러일으켰는데, 그 이유는 부분적으로는 피터의 부상 규모 때문이었고, 부분적으로는 피터가 7년 전 2009.